# Leucophanes sphagnoides
Leucophanes sphagnoides là một loài rêu trong họ Calymperaceae. Loài này được Welw. & Duby mô tả khoa học đầu tiên năm 1872.